# Nogajskij rajon (Karačaj-Circassia)
Il Nogajskij rajon (in russo Ногайский район?) è un municipal'nyj rajon della Repubblica autonoma della Karačaj-Circassia, in Caucaso.